# Erwin Bootz

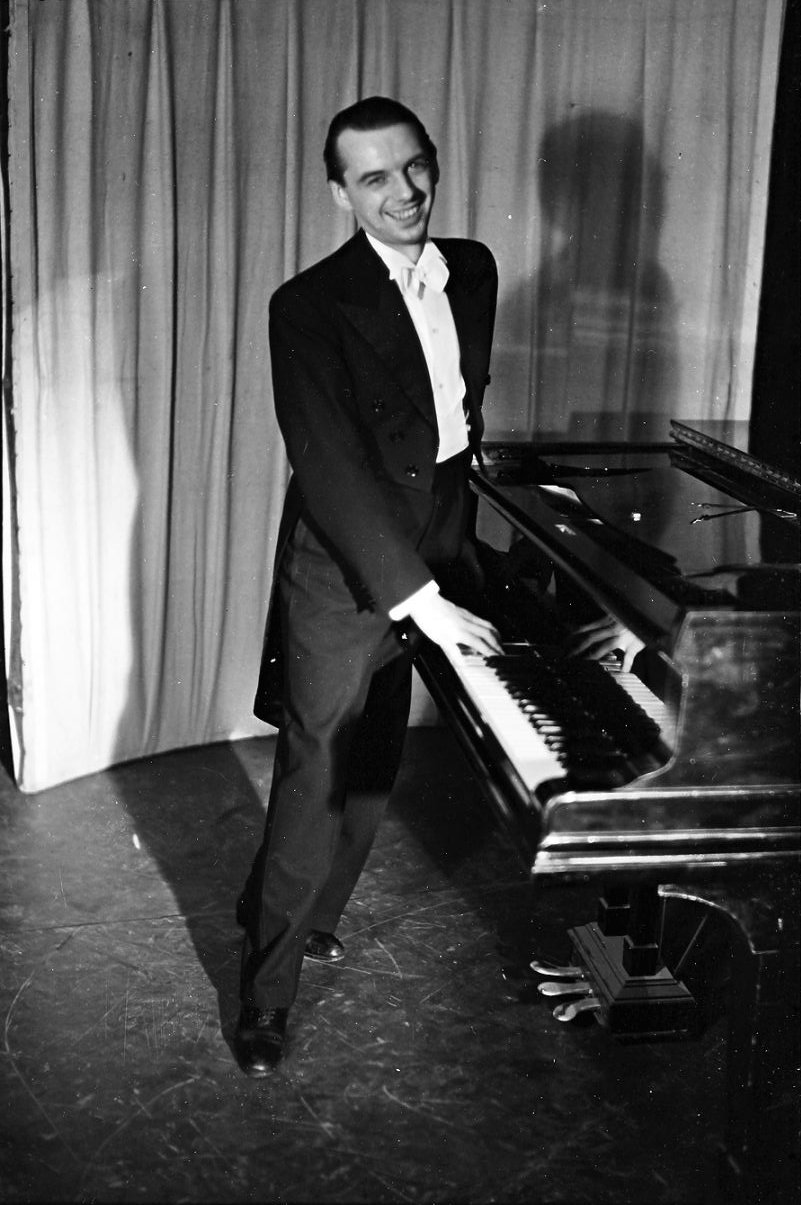
Erwin Bootz im Kabarett der Komiker, 1938

Erwin Bootz (* 30. Juni 1907 in Stettin; † 27. Dezember 1982 in Hamburg) war ein deutscher Pianist und Unterhaltungskünstler. Er war von 1928 bis 1935 Mitglied des Berliner Ensembles Comedian Harmonists.

## Leben
Erwin Bootz wuchs mit seinen sechs Geschwistern in Stettin auf. Seine Eltern führten ein Musikaliengeschäft, so dass Bootz bereits früh mit Musik in Berührung kam. Bereits mit vier Jahren lernte er Klavierspielen. Er besuchte ab 1920 das Loewe-Konservatorium in Stettin und studierte anschließend ab 1924 an der Musikhochschule Berlin.
1928 kam er über Ari Leschnikoff zu den Comedian Harmonists, die gerade gegründet worden waren. Für das Vokalensemble spielte er Klavier, zudem arrangierte und komponierte er Lieder. 

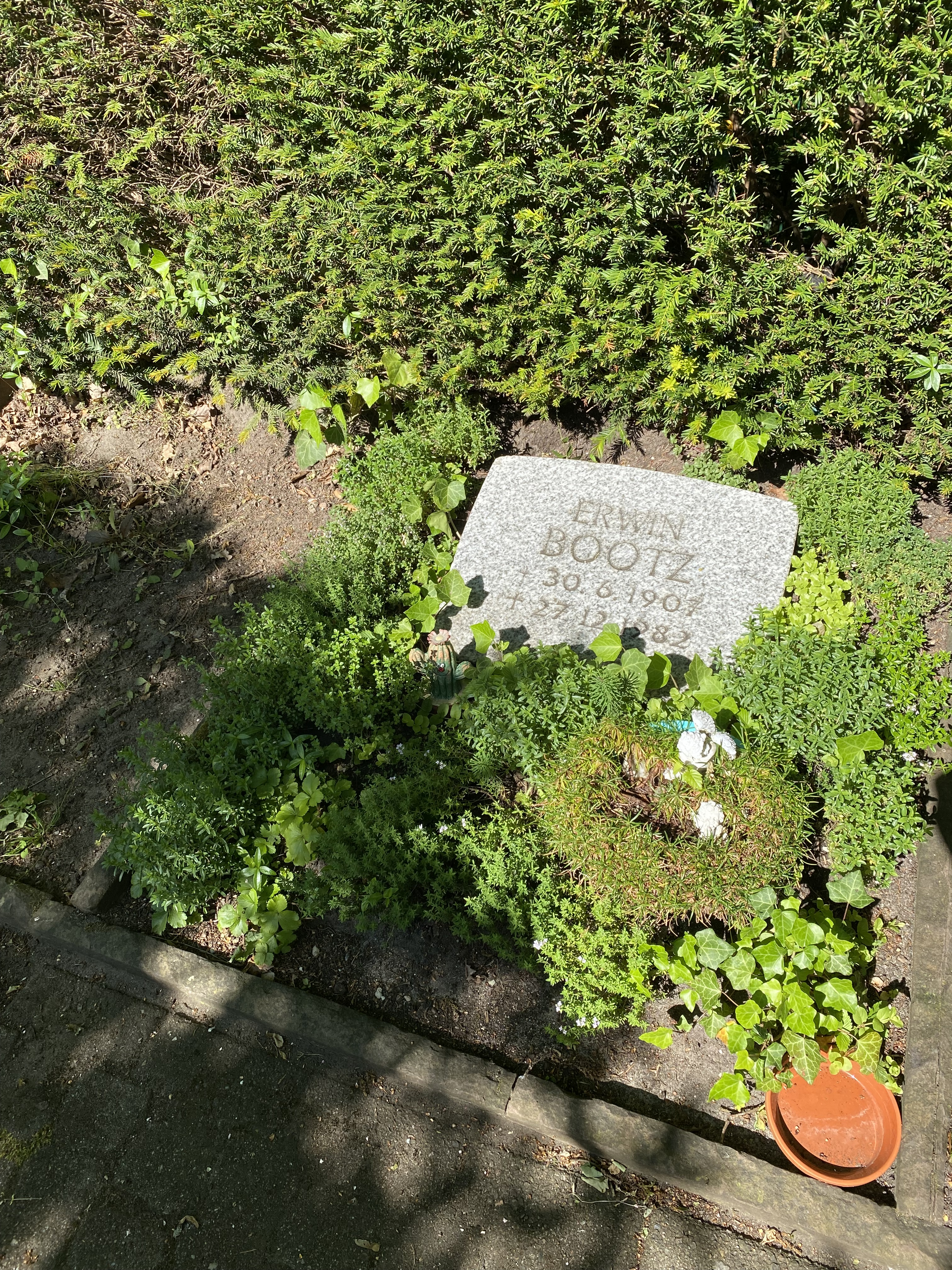
Grabstätte auf dem Friedhof Blankenese

1938 ließ er sich von seiner Frau Ursula scheiden, deren Vater der Bildhauer Benno Elkan war. Als Grund gab er „unüberbrückbare Gegensätze“ an. Seine Freunde warfen ihm vor, er habe Ursula aus Angst vor den Nürnberger Rassengesetzen verlassen, weil sie Jüdin war. Diese Vorwürfe hat er jedoch immer abgestritten.
Nach Auflösung der Comedian Harmonists 1935 bzw. nach Verlassen der Nachfolgeformation Meistersextett 1938 arbeitete Bootz beim Berliner Kabarett der Komiker als Autor, Orchesterleiter, Komponist und Komiker. Er heiratete ein zweites Mal.
1942 wurde er als Soldat eingezogen, wurde jedoch in der Truppenbetreuung und als Rundfunkmoderator beim Reichssender Berlin eingesetzt. Bootz stand 1944 in der Gottbegnadeten-Liste des Reichsministeriums für Volksaufklärung und Propaganda.
Nach dem Krieg arbeitete er erfolgreich in der Filmbranche: Er synchronisierte Zeichentrickfilme bei Bavaria in München. Er schrieb über 180 Dialogbücher und übernahm die Dialogregie für etwa 100 Filme.
Schließlich ließ er sich von seiner zweiten Frau scheiden und wanderte 1959 nach Kanada aus, wo er auch einige TV-Shows moderierte. 1971 kehrte er zurück nach Deutschland und arbeitete an den Theatern in Bochum, Bremen und Berlin. Im Mai 1980 trat er zur Eröffnung des Berliner Tempodroms auf. Im Schauspielhaus Bochum war Erwin Bootz für die musikalische Leitung in der Revue Kleiner Mann, was nun? von Peter Zadek und Tankred Dorst, nach Hans Fallada, verantwortlich.
1982 starb er in Hamburg an den Folgen eines Herzinfarkts. Seine letzte Ruhestätte erhielt er auf dem Friedhof Blankenese.
In Joseph Vilsmaiers Film Comedian Harmonists wurde Bootz von Kai Wiesinger verkörpert.